# Akarlaran
Akarlaran (Akarloran) ist eine osttimoresische Siedlung im Suco Foho-Ai-Lico (Verwaltungsamt Hato-Udo, Gemeinde Ainaro). Sie bildet das Zentrum des Dorfes Bobo, dem Hauptort der Aldeia Ainaro-Quic.

## Geographie und Einrichtungen
Akarlaran befindet sich im Osten der Aldeia Ainaro-Quic auf einer Meereshöhe von 46 m. Nördlich liegt das eigentliche Bobe und südlich der Ortsteil Karsabar. Eine Straße führt nach Nordwesten zum Dorf Akadirularan. Östlich von Akarlaran fließt der Caraulun, der Grenzfluss zum Suco Betano, westlich direkt am Siedlungsrand der Ukasa.
In Akarlaran befinden sich das Hospital Bobe und der Sitz der Aldeia Ainaro-Quic.